# Городище (Тульчинський район)
Городи́ще — село в Україні, у Піщанській селищній громаді Тульчинського району Вінницької області. Населення становить 507 осіб.
Через село проходить вузькоколійна залізниця Рудниця — Гайворон (станція Щербакове).

## Історія
7 (20) листопада 1917 року, відповідно до Третього Універсалу Української Центральної Ради, увійшло до складу Української Народної Республіки.
12 червня 2020 року, відповідно до Розпорядження Кабінету Міністрів України від  № 707-р «Про визначення адміністративних центрів та затвердження територій територіальних громад Вінницької області», село увійшло до складу Піщанської селищної громади.
19 липня 2020 року, в результаті адміністративно-територіальної реформи та ліквідації Піщанського району, воно увійшло до складу новоутвореного Тульчинського району.

## Економіка
На місці старої будівлі амбулаторії селяни організували підприємство з перероблення молока за традиційними рецептами.

## Галерея

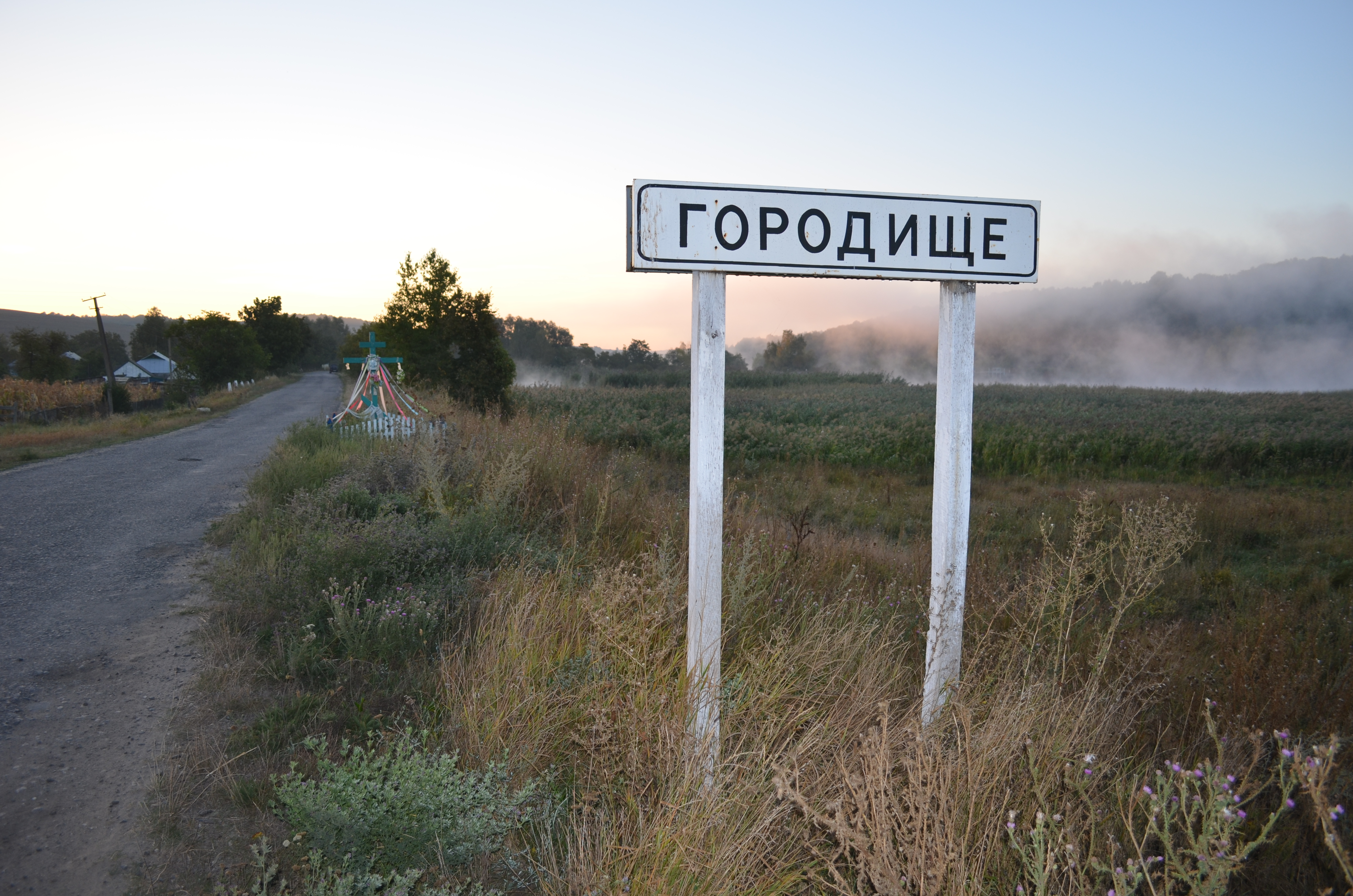
В'їзний знак
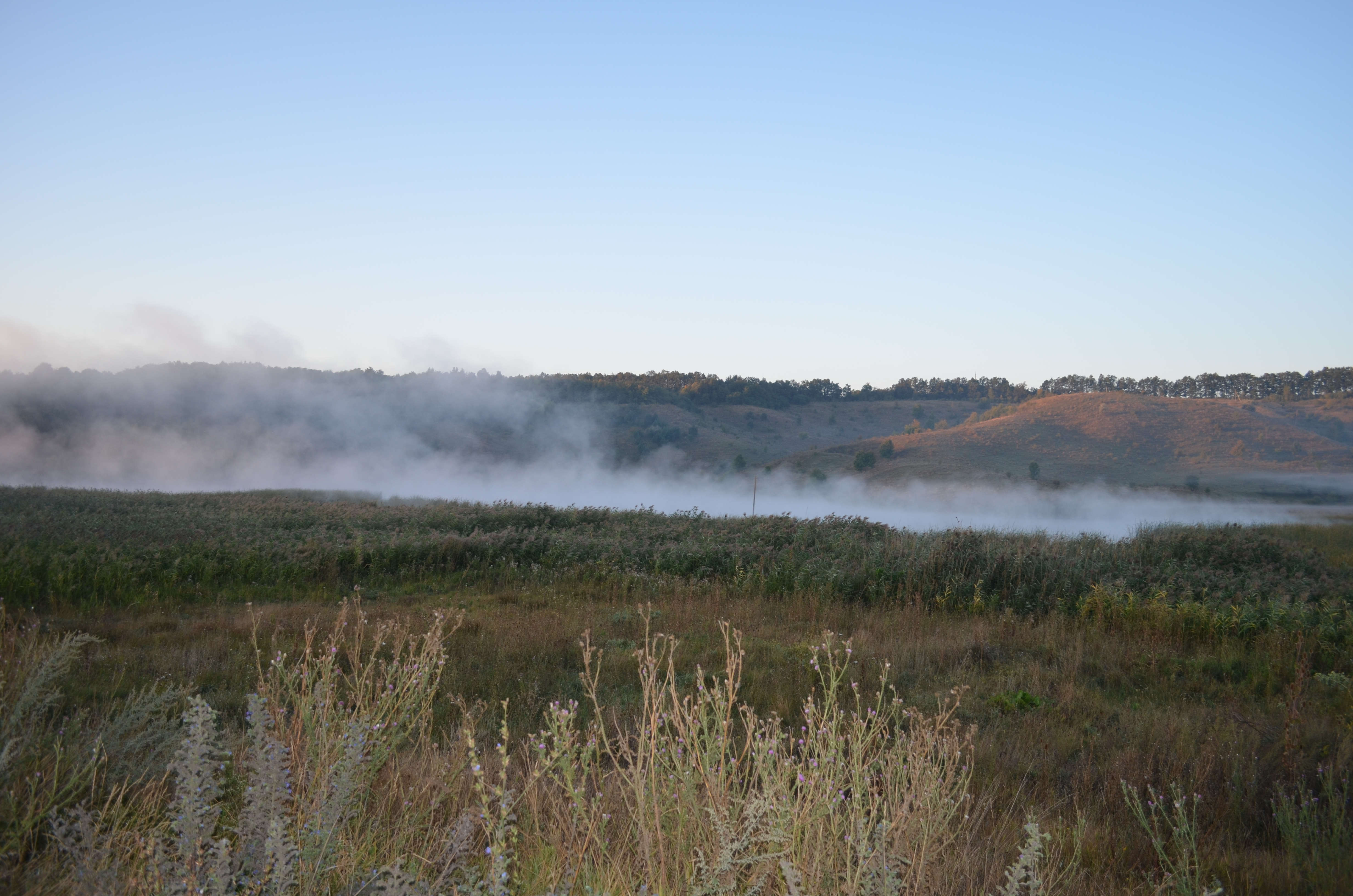
Туман над річкою
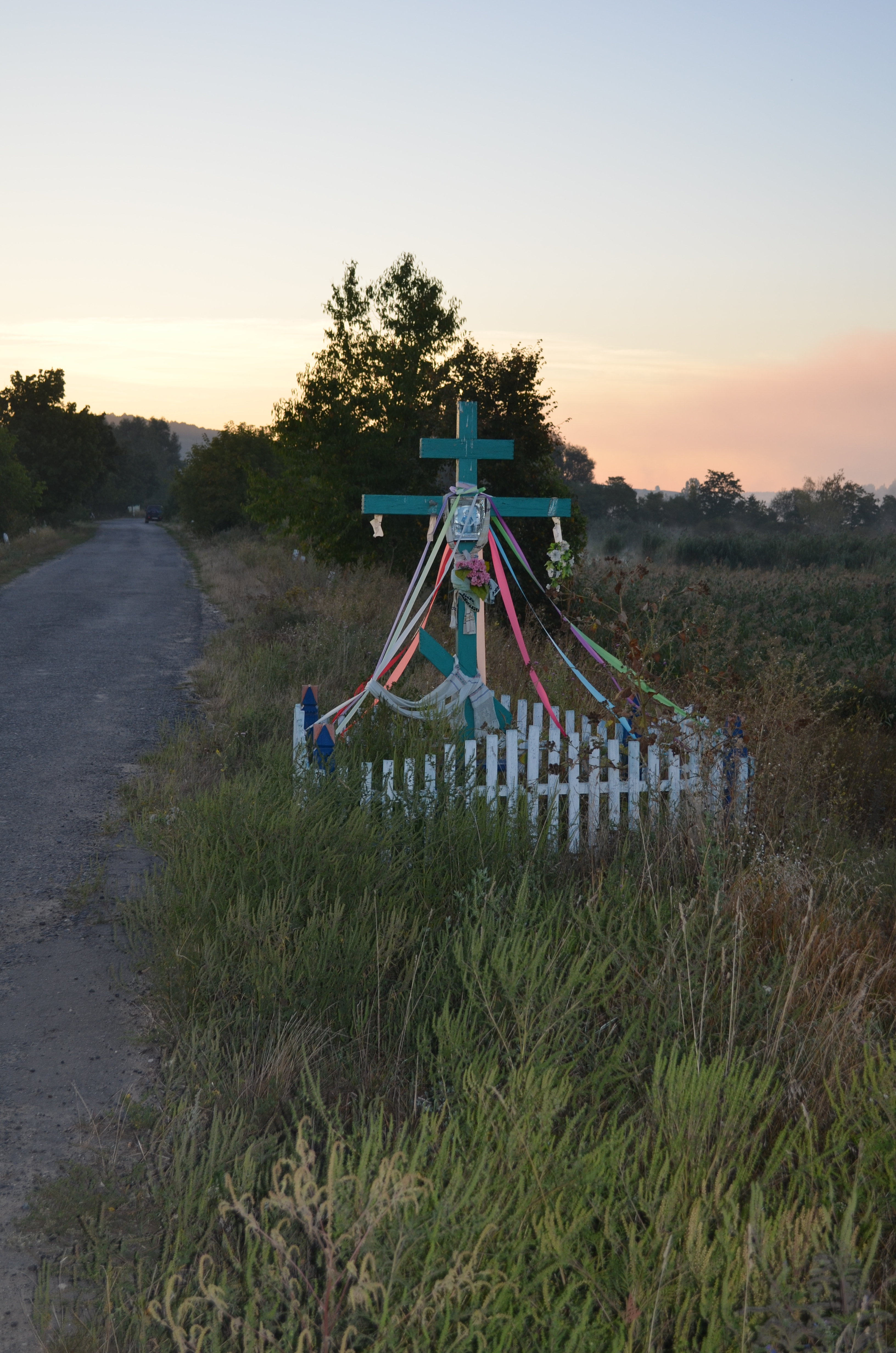
Хрест при в'їзді до села
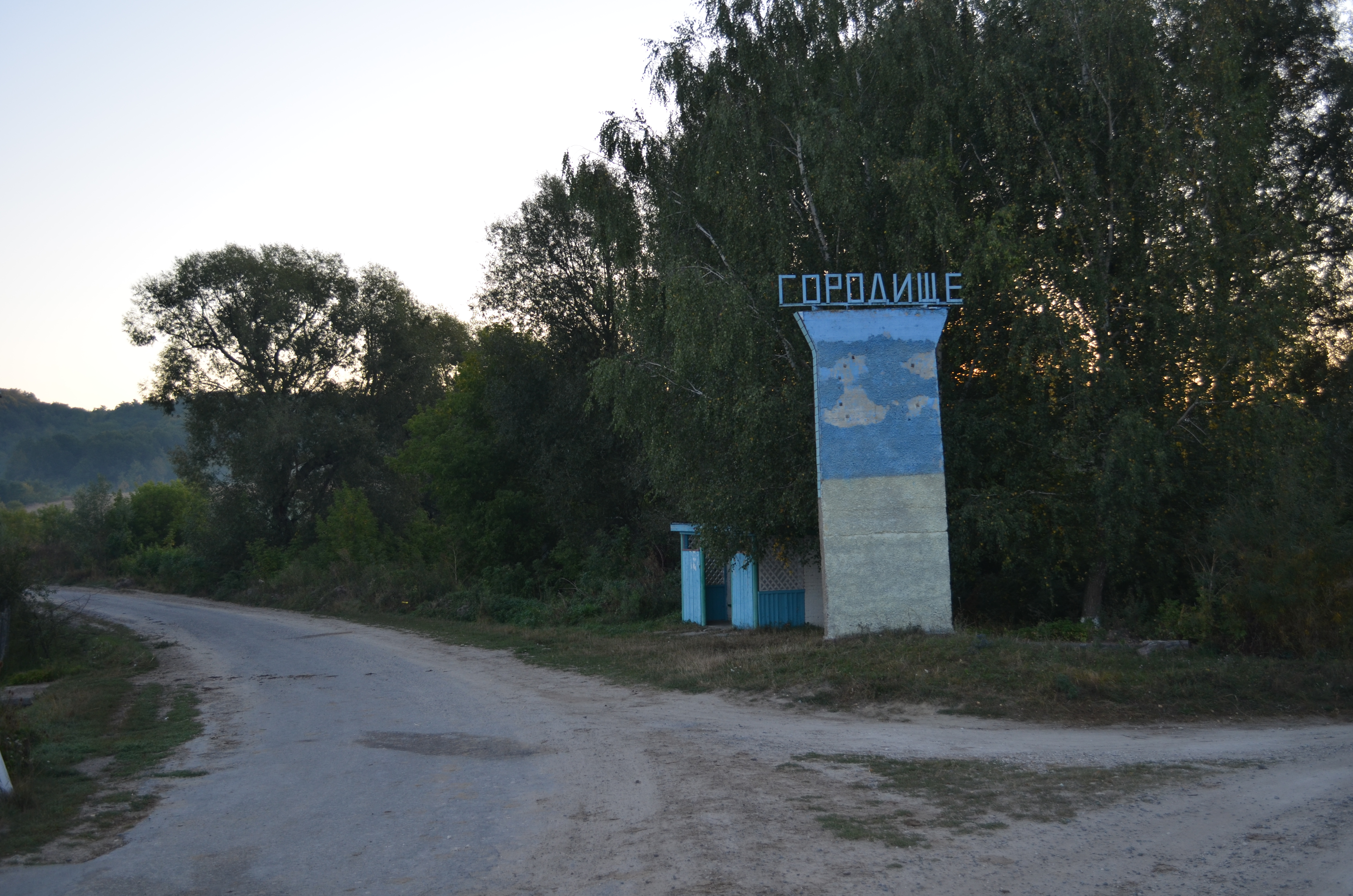
В'їзний знак при в'їзді зі сторони Козлівки
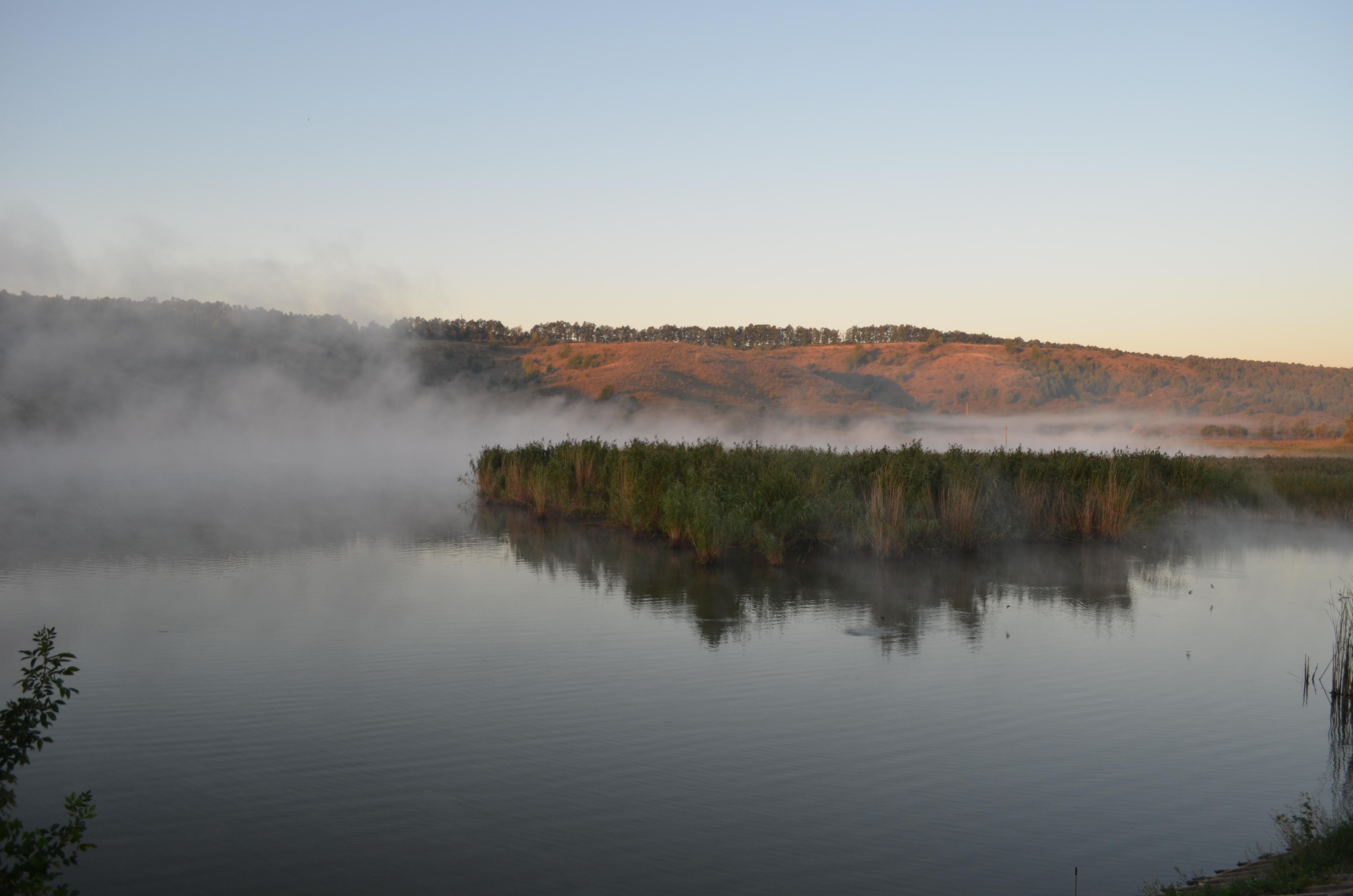
Ставок в селі
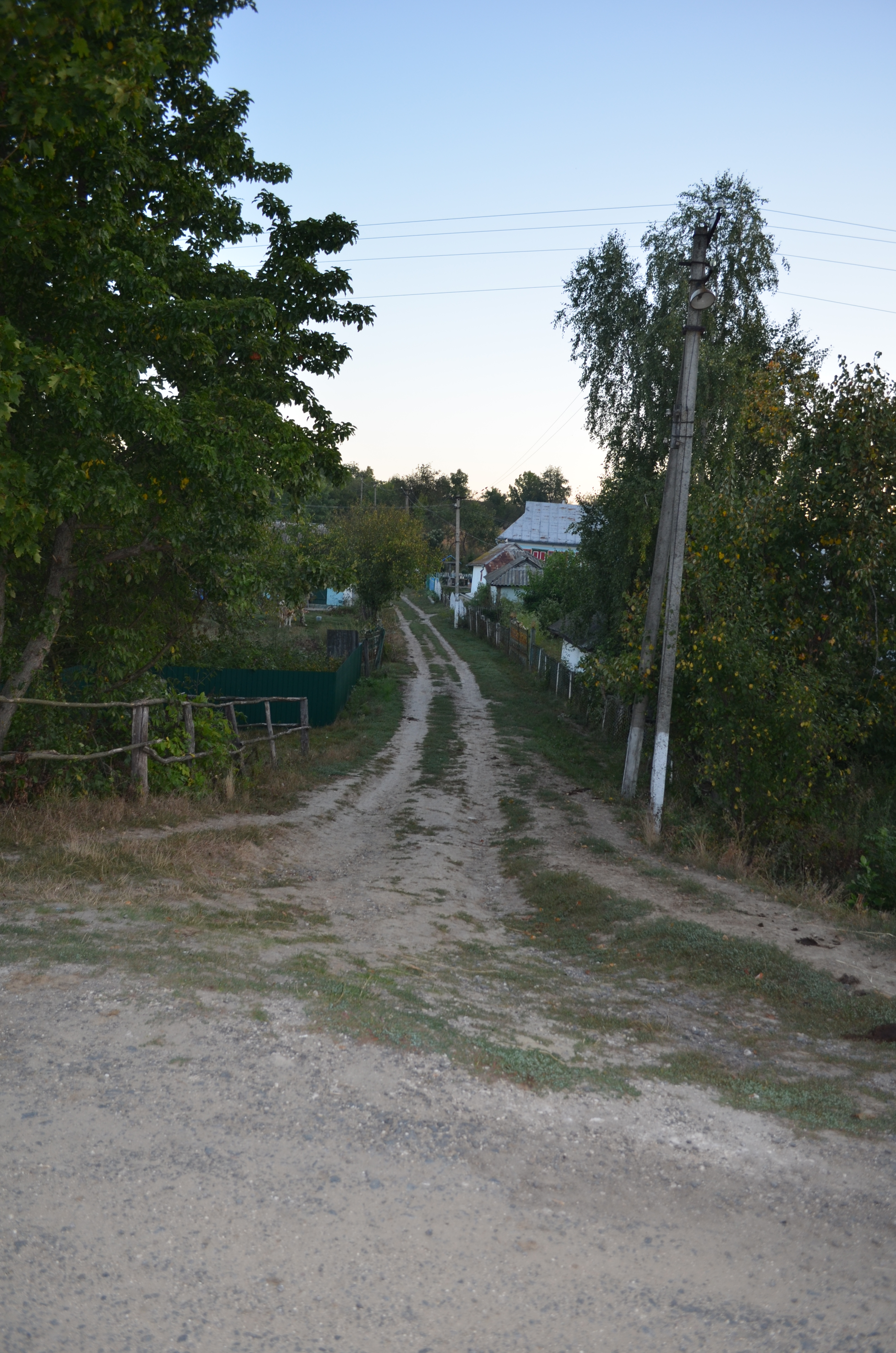
Вулиця навпроти ставка
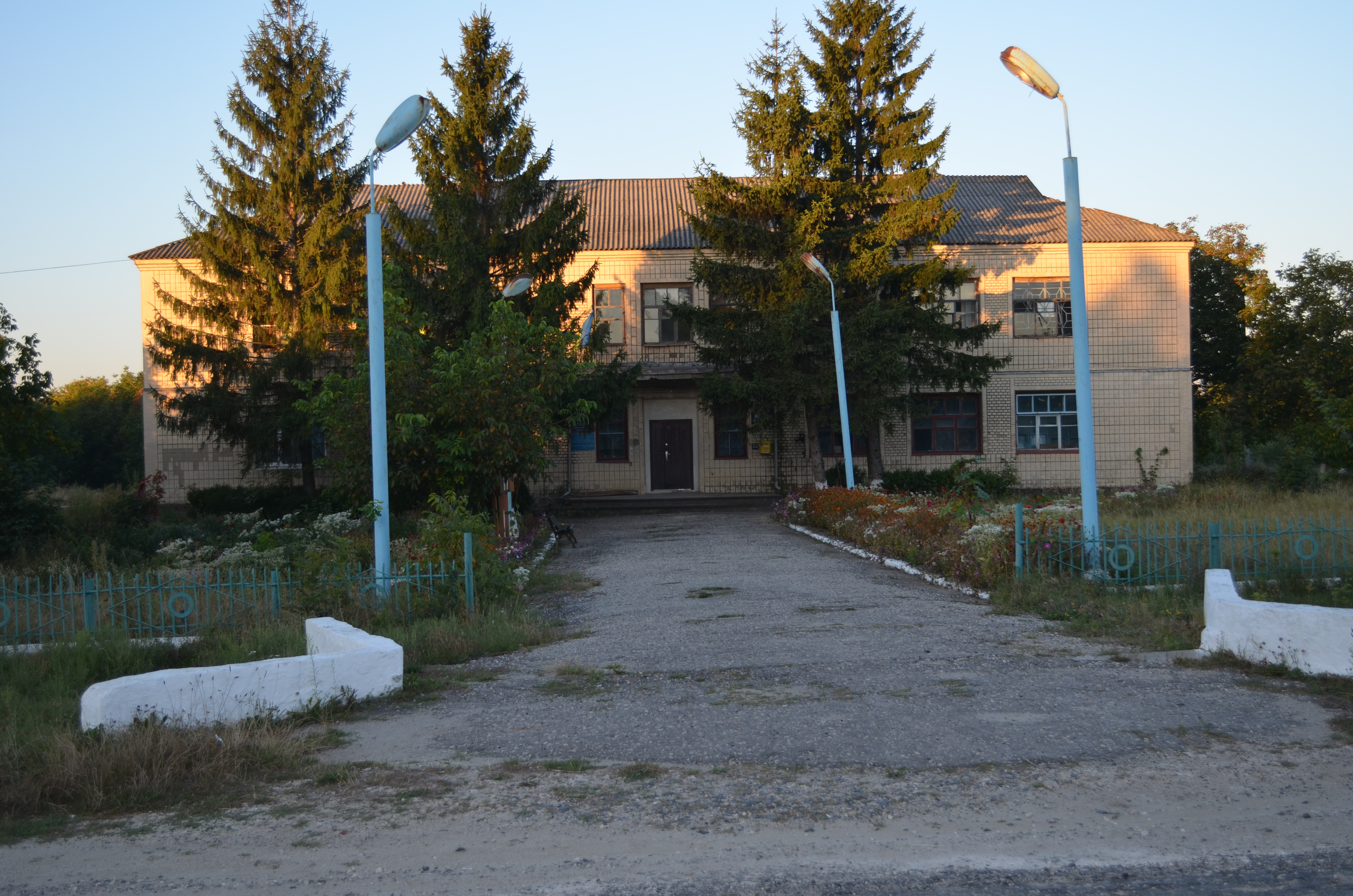
Сільська рада
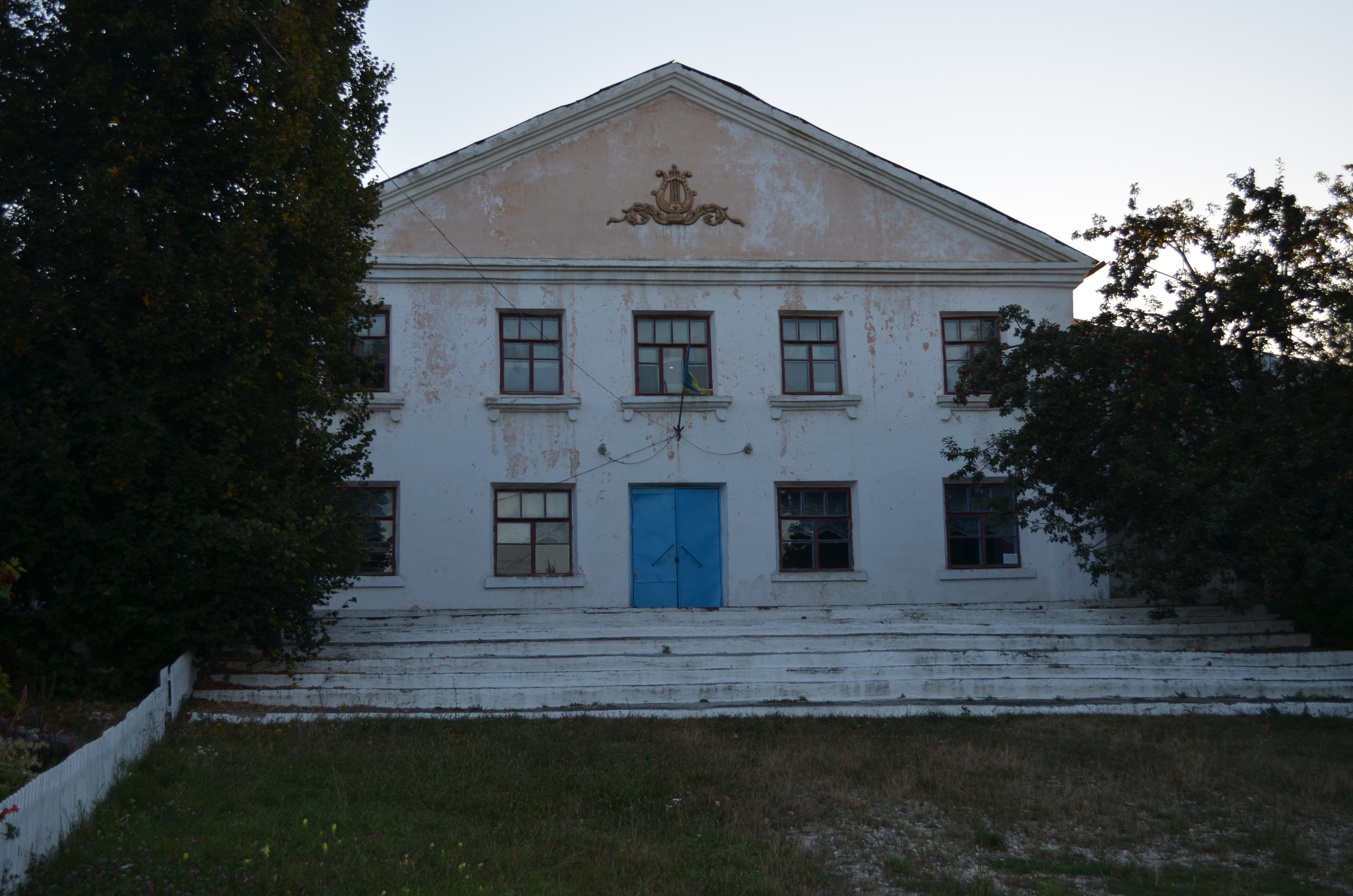
Будинок культури
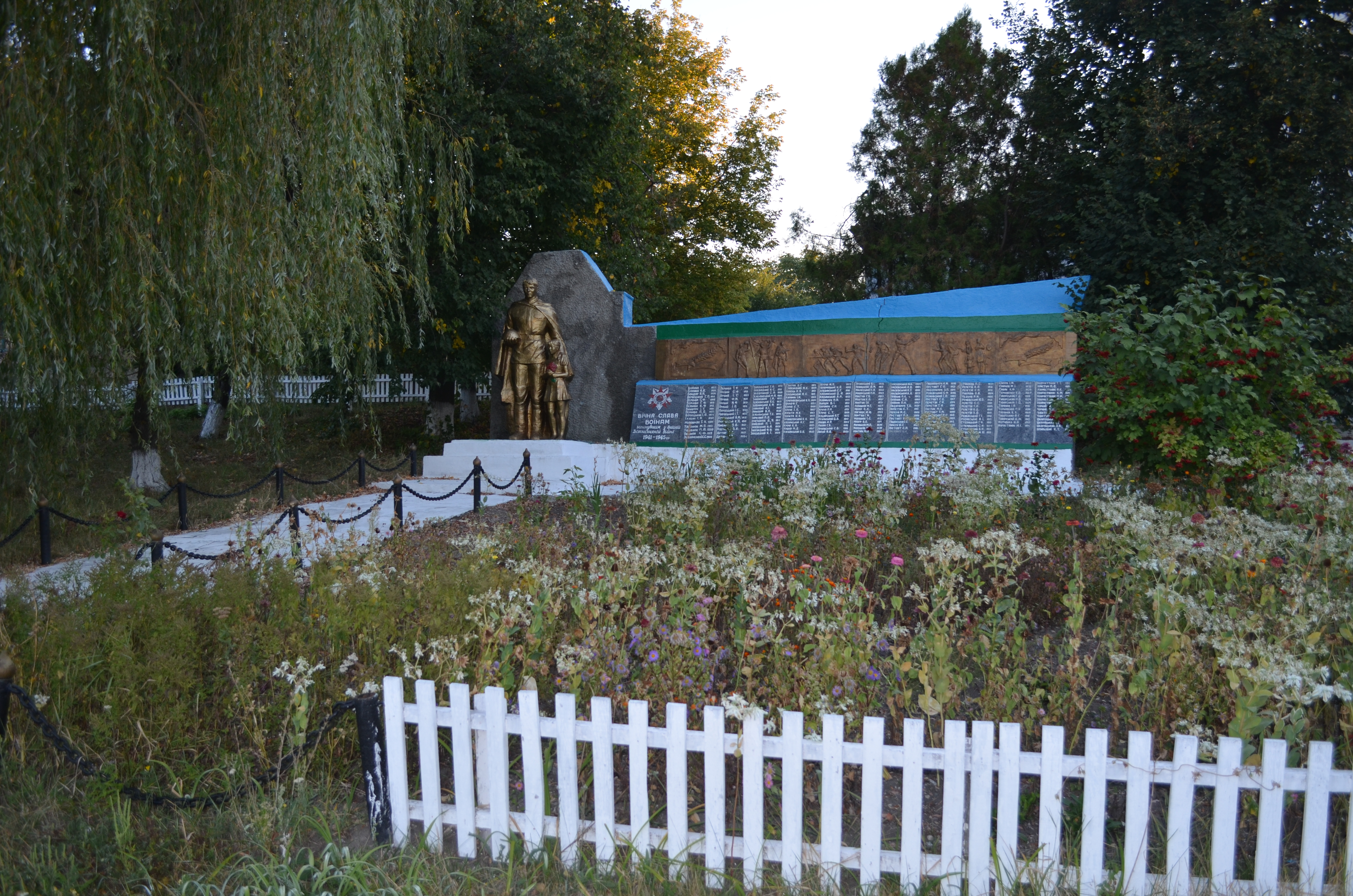
Пам'ятник воїнам-односельчанам
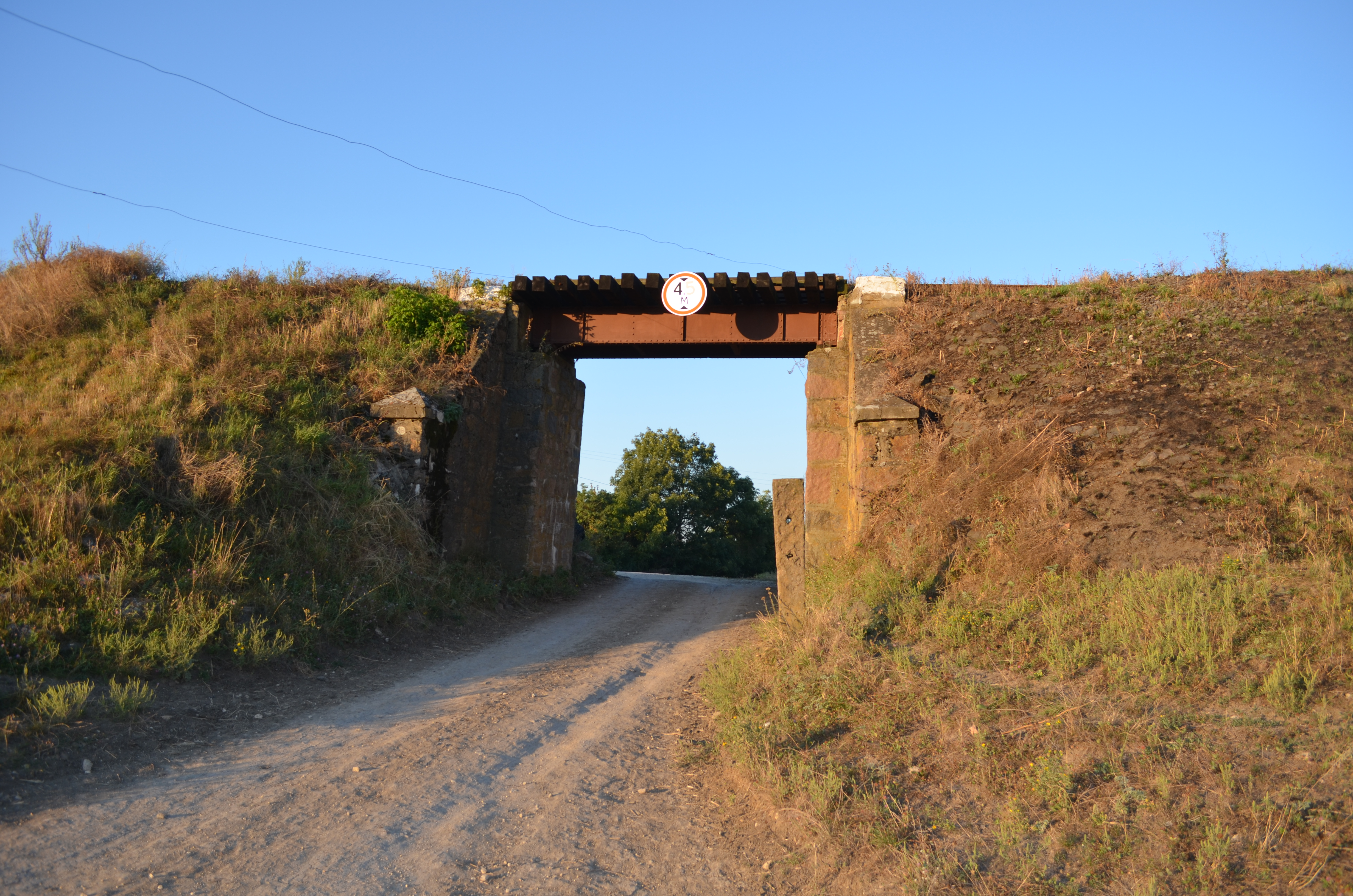
Залізничний міст
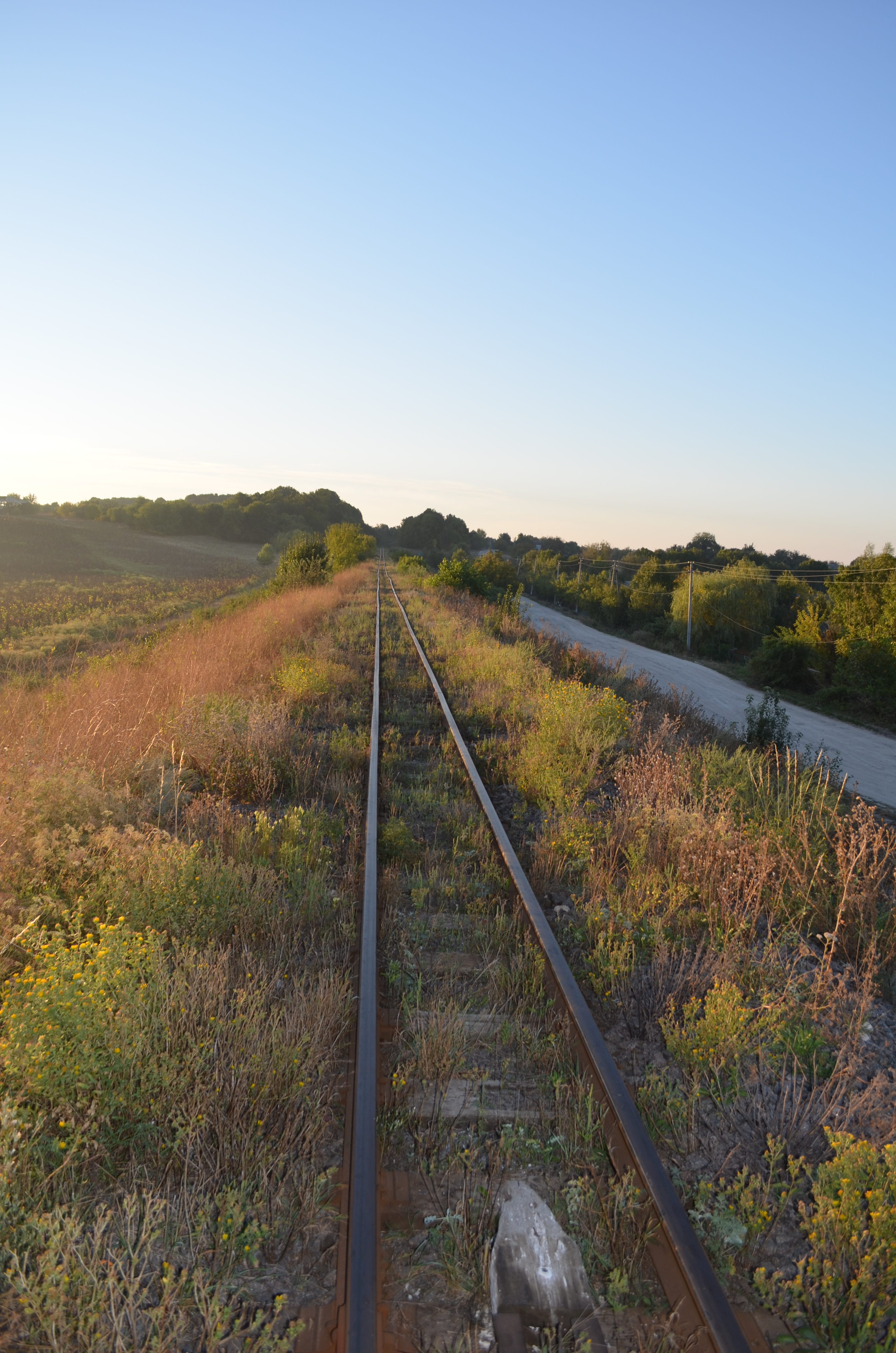
Вузькоколійна залізниця
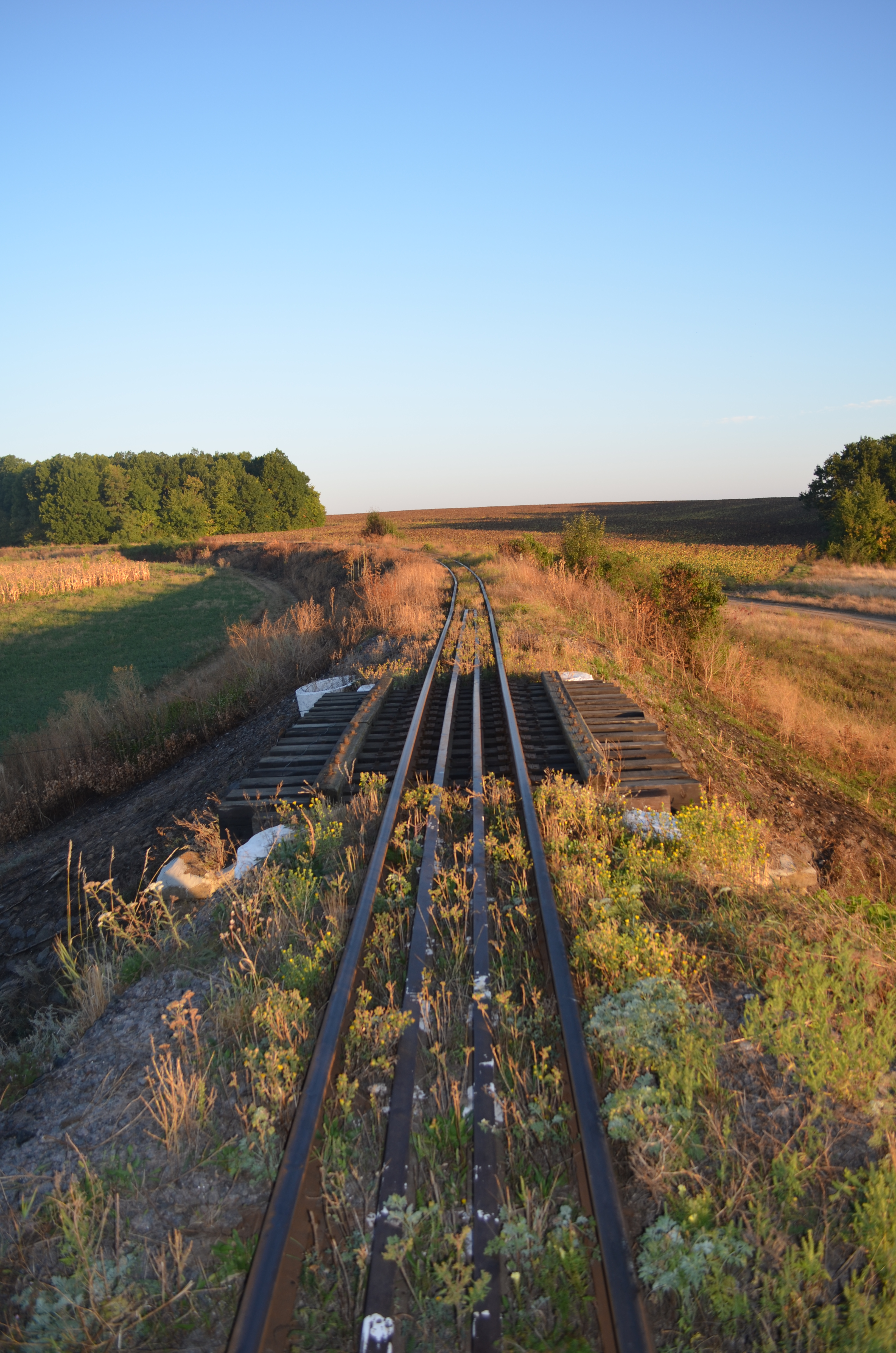
Вузькоколійна залізниця
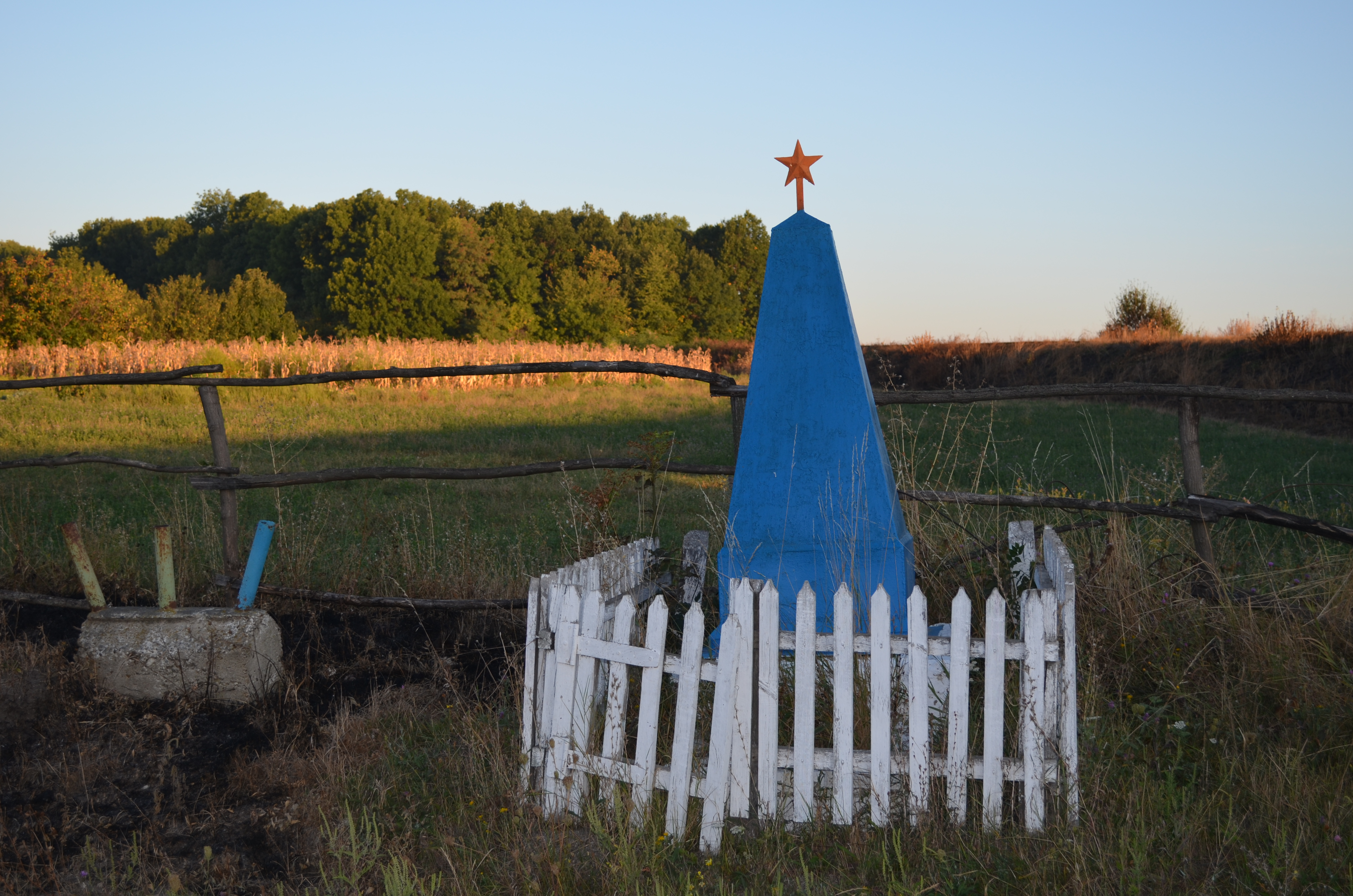
Могила невідомого солдата поблизу залізничної колії
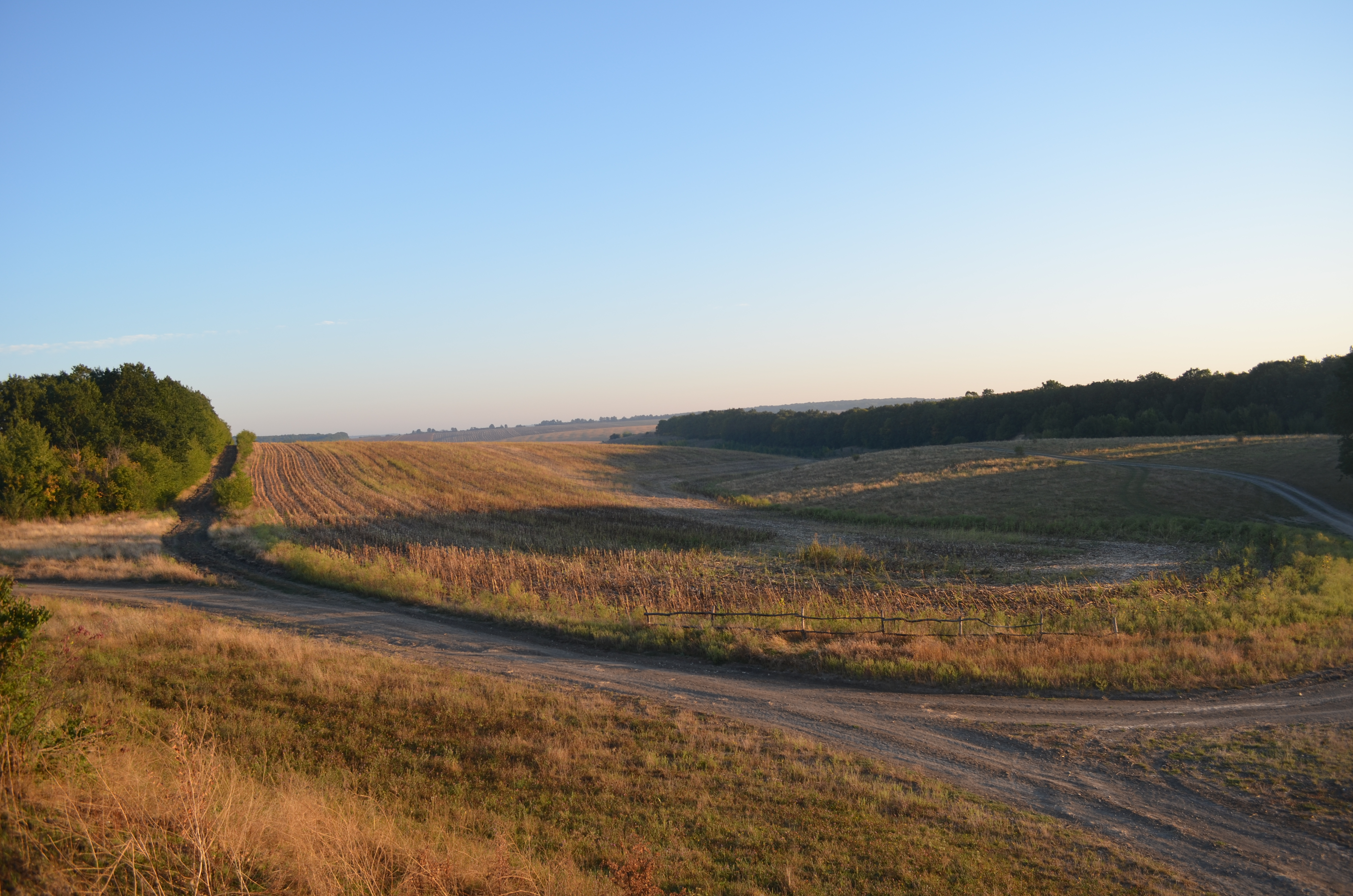
Краєвид з залізничного моста
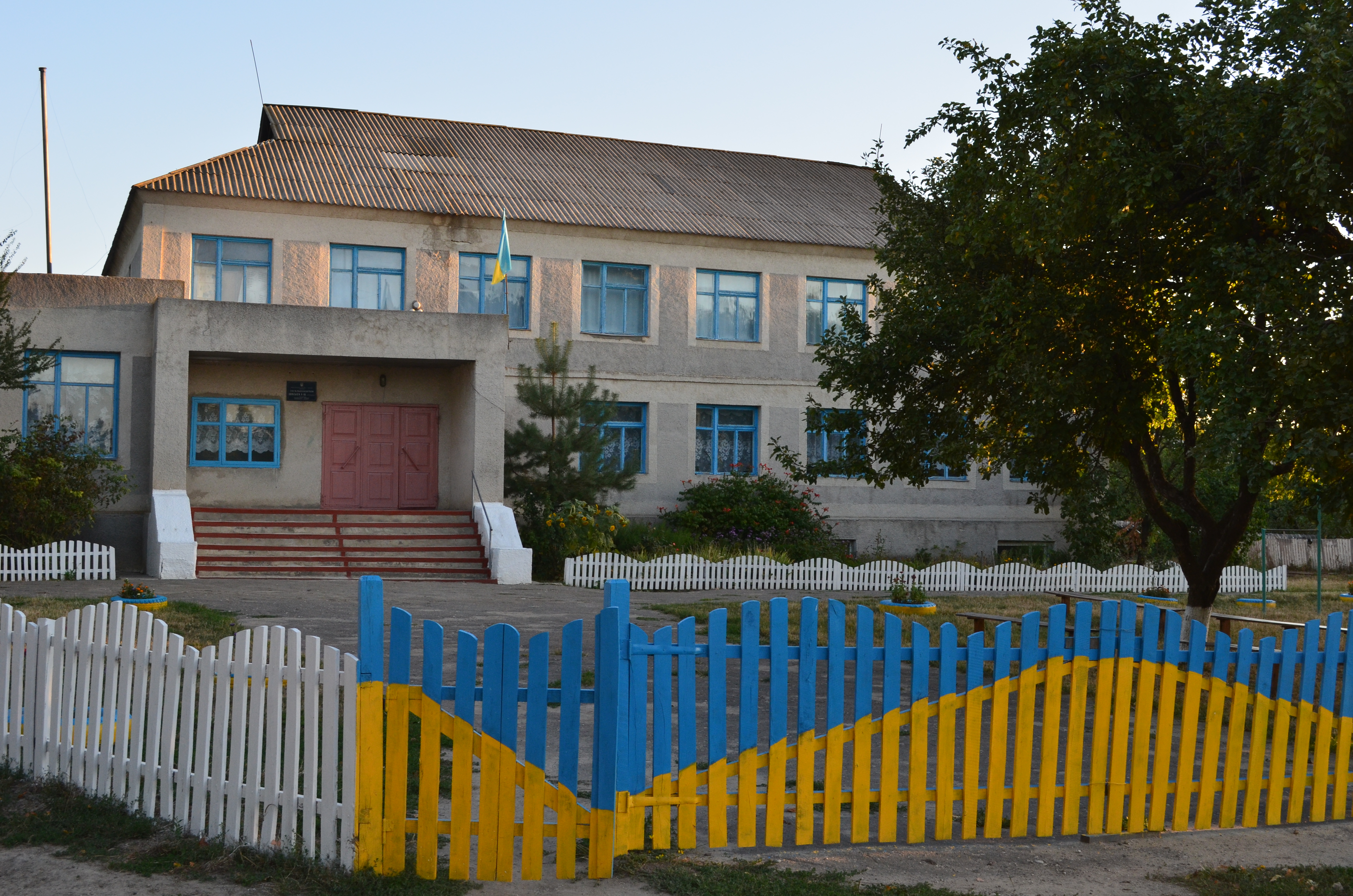
Школа
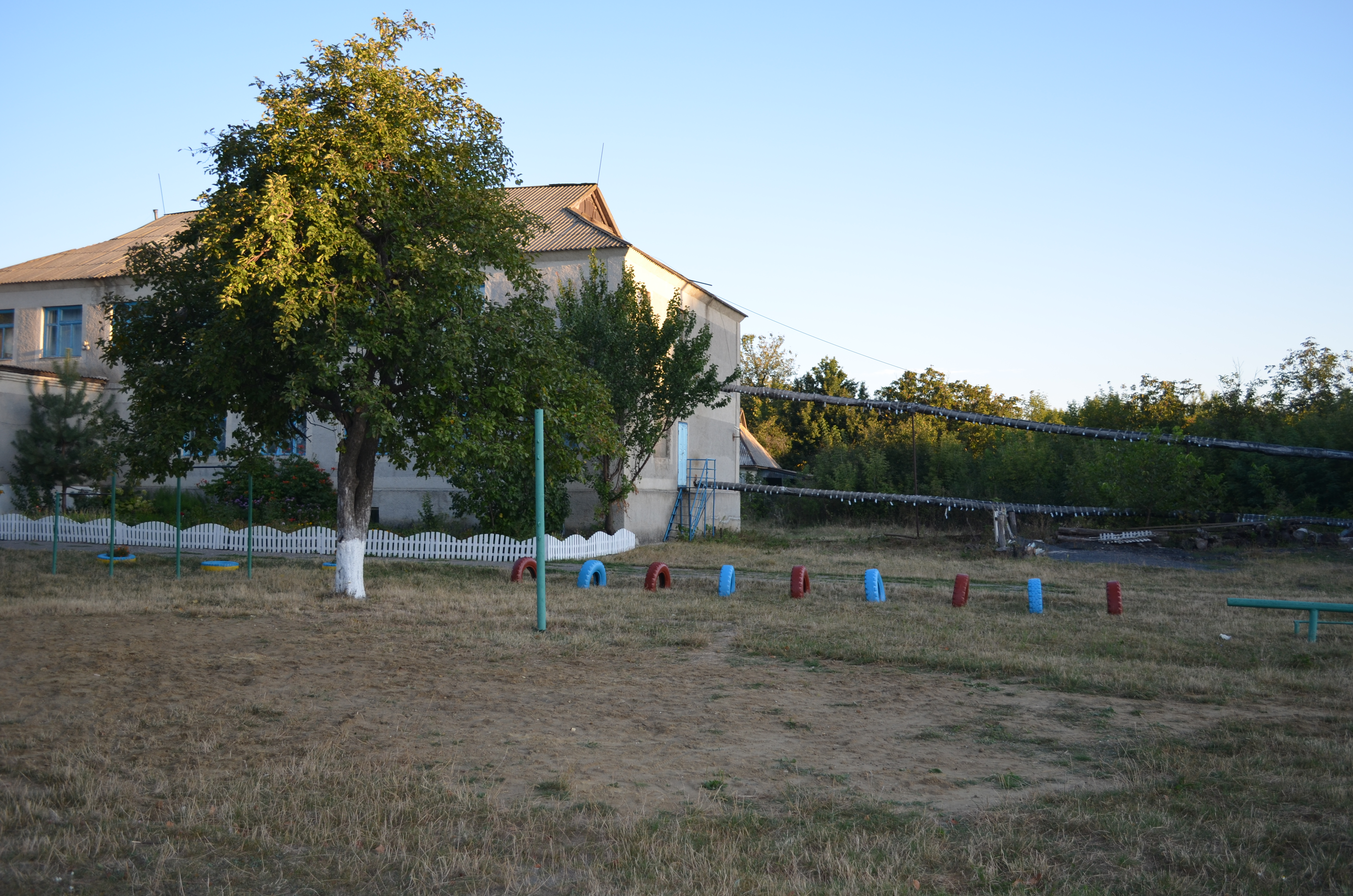
Шкільний спортивний майданчик
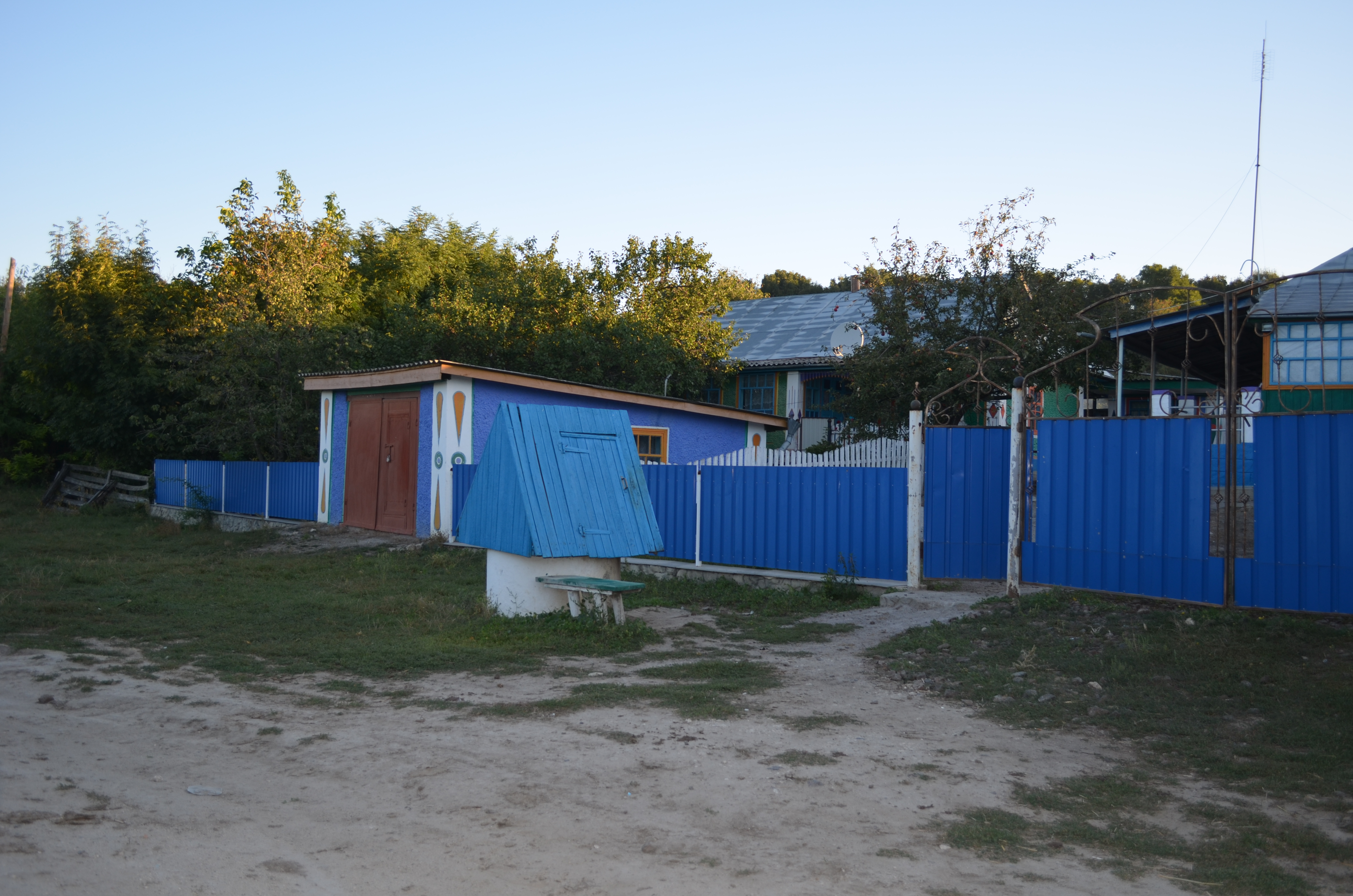
Садиба в селі
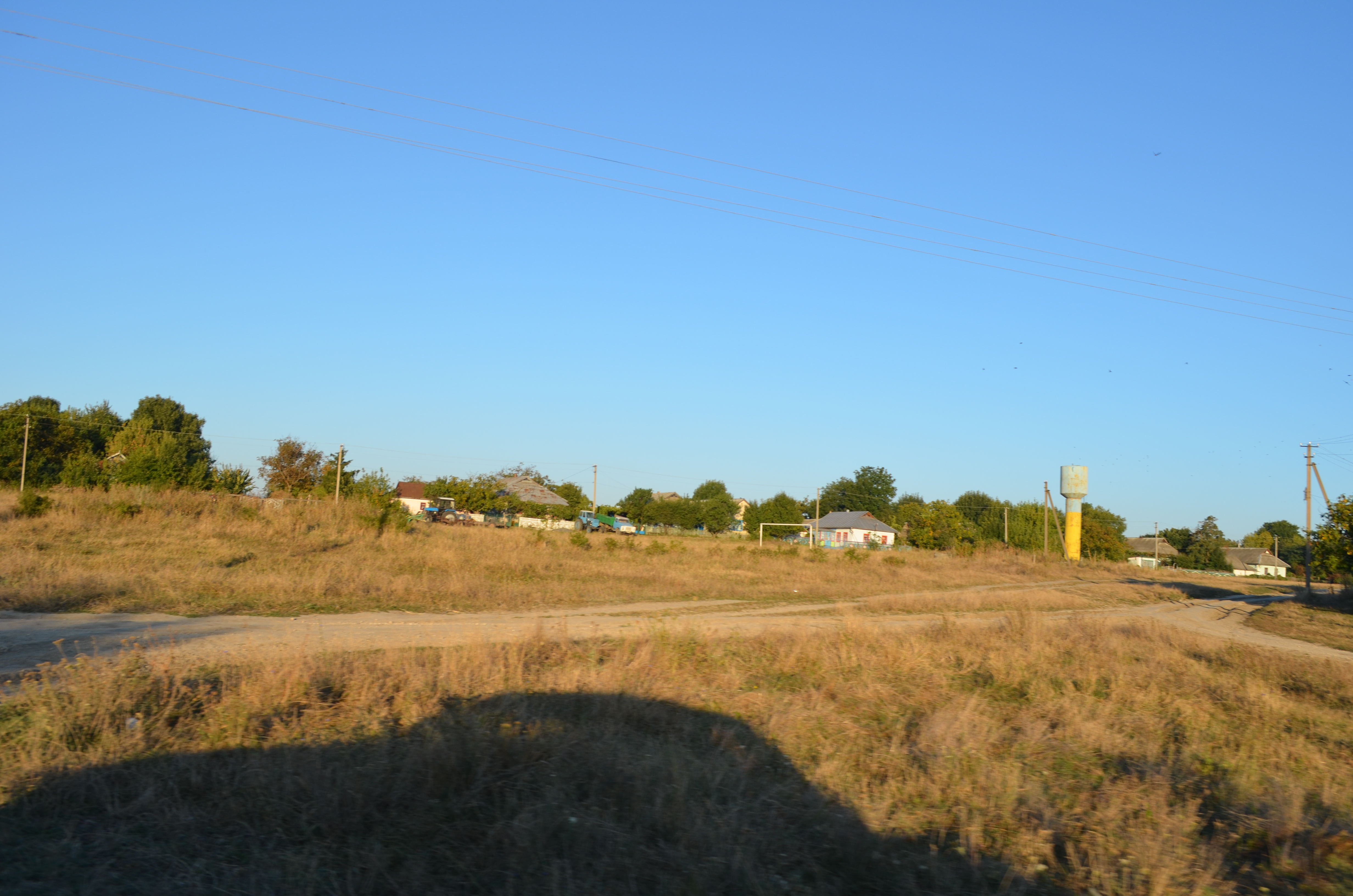
У селі
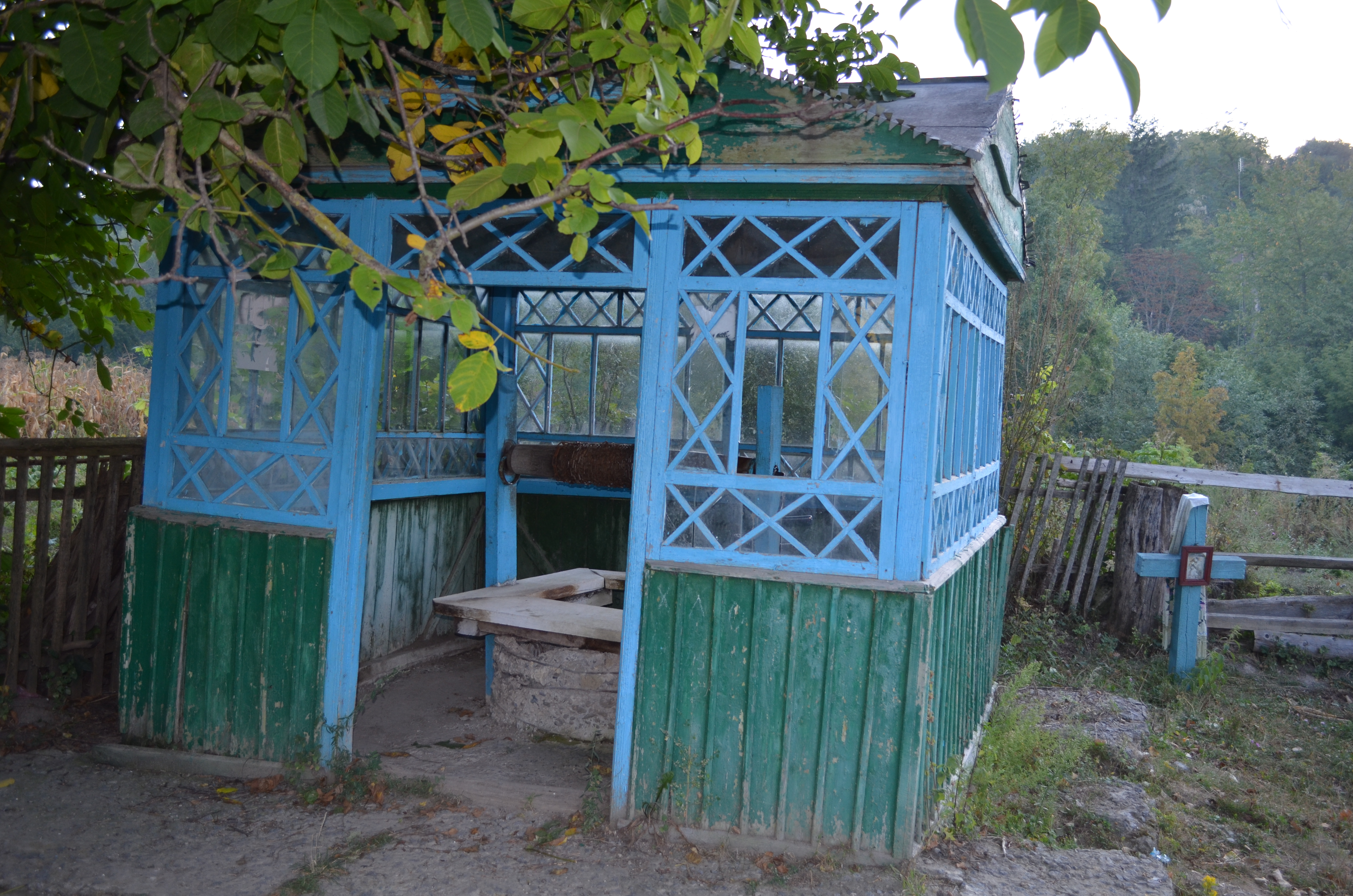
Криниця